# Çağadüz
Çağadüz est un village d'Azerbaïdjan faisant partie du raion de Khojavend. Elle fut jusqu'en 2020, une communauté rurale de la région de Hadrout, au Haut-Karabagh, sous le nom de Sargsashen (en arménien Սարգսաշեն). La population s'élevait à 264 habitants en 2005.

## Histoire
Lors de la guerre du Haut-Karabagh, le village est pris par les forces arméniennes en octobre 1992 et intégré à la province de Martouni de la république autoproclamée du Haut-Karabagh.
En novembre 2020, lors de la deuxième guerre du Haut-Karabagh, l'armée azerbaïdjanaise en reprend le contrôle. L'information est ensuite confirmée par les autorités arméniennes.